# الکین (کارولینای شمالی)
الکین (به انگلیسی: Elkin) شهری در ایالت کارولینای شمالی کشور ایالات متحده آمریکا است که جمعیت آن در سرشماری سال ۲۰۱۰ میلادی، ۴٬۰۰۱ نفر بوده‌است.